# Guglielmo Maetzke
Guglielmo Maetzke  (né le 12 juillet 1915 à Florence (Toscane) - mort dans cette même ville  le 20 mars 2008) est  un archéologue italien et un étruscologue.

## Biographie
Guglielmo Maetzke a été un élève de Massimo Pallottino. Étruscologue renommé, il a dirigé de nombreux chantiers de fouilles en Toscane, Latium, Campanie et Sardaigne.
Entre les années 1940 et 1960, avec Pallottino, il a mis au jour à Porto Torres des édifices publics, thermaux ainsi que des quartiers de l'époque romaine. Toujours à Porto Torres, il effectua des fouilles fondamentales dans l'église San Gavino, un des premiers et importants édifices paléochrétiens.
Il a aussi dirigé des chantiers de recherche dans diverses localités étrusques, comme Chiusi, en mettant en évidence des pièces archéologiques de l'époque de Porsenna.
En Sardaigne, il fonda la Soprintendenza archeologica per le province di Sassari e Nuoro qu'il dirigea de 1958 à 1966.

### Distinctions
- Directeur de la Soprintendenza archeologica per le province di Sassari e Nuoro, (1958 - 1966).
- Directeur de la Soprintendenza alle antichità dell'Etruria, (1966 - 1980).
- Président de l'Istituto Nazionale di Studi Etruschi e Italici.
- Président de l'Accademia Etrusca di Cortona.

## Ouvrages
- Patrizia Gastaldi, Guglielmo Maetzke, La Presenza etrusca nella Campania meridionale : atti delle giornate di studio, Salerno-Pontecagnano, 16-18 novembre 1990, édition Leo S. Olschki, Florence, 1994.  (ISBN 8822242610)
- Guglielmo Maetzke, Istituto nazionale di studi etruschi ed italici, Luisa Tamagno Perna, La Coroplastica Templare Etrusca Fra Il IV E Il II Secolo A.C.: Atti Del XVI, Convegno Di Studi Etruschi e Italici, Orbetello, 25-29 avril 1988, éditeur L.S. Olschki, 1992  (ISBN 9788822239044)
- Mario Moretti, Guglielmo Maetzke, The Art of the Etruscans, publication Harry N. Abrams, Inc, New York, 1970.  (ISBN 080140021X et 9780801400216)